# Vízözön (regény)
A Vízözön, korábbi kiadásokban Vízöntő, Kodolányi János magyar író regénye, mely a bibliai vízözön koráról szól; alapját pedig a sumer-akkád mítoszok (elsősorban az Atrahaszísz-eposz és az ún. 12 táblás vagy újasszír Gilgames-eposz) képezi. A regény először 1948-ban jelent meg; folytatása az Új ég, új föld, a mű tulajdonképpen egy Kodolányi által tetralógiának, vagy legalábbis szorosan összefüggő regénysornak tervezett nagyobb egész része (ennek három további tagja a már említett folytatás, az Új ég, új föld, a Mózesről szóló Égő csipkebokor, és a Jézus/Júdás kapcsolatát tárgyaló Én vagyok). A Vízöntő és az Új ég, új föld egyaránt Kodolányi mitikus, az emberiség őskorába vezető, mágikus realista jellegű regényei közé tartozik. A tetralógia többi tagjától eltérően a Vízözön jóval kevésbé tekinthető történelmi regénynek, és a róla szóló irodalomban gyakori elnevezés ellenére nem is igazi mítoszregény, amely realista köntösben rekonstruálna ókori mítoszokat vagy legendákat, ellenben önálló és mágikus elemekkel tarkított világot teremtve, mítoszt, kalandot, személyes önéletrajzi és spirituális élményeket, világlátást és filozófiai eredetű létproblémákat, valamint szatirikus társadalomkritikát összegyúrva, jóval közelebb áll a modern fantasy-regényekhez. Maga Kodolányi több helyütt egyszerűen csak „meseregénynek” nevezte.
A könyv címe eredetileg Vízöntő lett volna, de ez nem sokkal a kiadás előtt Vízözönre változtatták. A módosítás oka feltehetőleg az volt, hogy az író pontatlannak találta az elsőként adott címet, a regény írása közbeni kutatás, irodalmazás eredményeképp arra jött rá, hogy az ábrázolt események valószínűleg mégsem a Vízöntő korszakába illeszthetőek a legellentmondásmentesebben, és szándékainak legmegfelelőbben, hanem hatezer évvel korábbra, a Bika korszakába tehetőek.

## Cselekménye
|  | Alább a cselekmény részletei következnek! |

### Háttér
A regény az emberiség mitikus, legendákba vesző őskorában játszódik, az elsősorban sumer népesség lakta Gondwana kontinensén, a Vízöntő és/vagy Bika korszakában, melynek mocsaraiban még ott dagonyáznak a hatalmas, kétlábú sárkányok, a pikkelyes-úszóhártyás emberiség pedig olyan ősi és egymással hol háborúzó, hol szövetséget kötő városállamok-birodalmak keretei között éli mindennapjait, mint Erech, Szurippak, Eridu, és a kontinenstől távoli indiánbirodalom, Aztlán. A birodalmakat a nagy hatalmú és varázslatos képességekkel bíró Beavatottak vezetik, közülük kerül ki Erech királya (Azag Aja), illetve Szurippaké (Lugal) és Eridué (Alulim), és általában ők viselik a legfőbb tisztségeket a kormányban (Vének Tanácsa). A Beavatottak közé tartozik Zi-u-szudra, más néven Utnapistim (tkp. Meglelte-Az-Életet) is, akinek nevéhez a kegyetlen erechi nőuralom férfiuralommal való békés felváltása fűződik (amiért barátai megtisztelően az Atra-Hasis, azaz Nagyeszű néven is illetik).

### Utnapistim története
Utnapistim horgászás közben, mialatt szeme előtt két sárkány és egy repülőgyík („égi gyík”) viaskodik, misztikus révületbe esik, megjelenik előtte Anu, az Égi Atya, és felfedi a jövőt, különös tekintettel a közelgő világkatasztrófára. Utnapistim a prófétája lesz: végtelen isten- és emberszeretete miatt feladatának tekinti, hogy az embereket tájékoztassa az eljövendő veszélyről és a veszély elhárításának helyes útjáról, az Égi Atyához való visszatalálásról, a menekülés módjairól: a „racionalitásnak” nevezett, pótcselekvésekhez vezető és álértékeket (világi hatalom, anyagi civilizáció) termelő álvalóságról való lemondásról, elszakadásról („Használjátok értelmeteket az értelem elűzésére”).
„Le kell mondanunk az egymás ellen folytatott küzdelemről. Le kell mondanunk városunkról, földünkről, hazánkról, palotáinkról és templomainkról. Le kell mondanunk varázserőnkről. Mindenről le kell mondanunk, mert erőnk s hatalmunk átkozott az eljövendő Égi Gyík előtt. Ha mindenről lemondunk, meg fogjuk hallani az Égi Atya szavát.”
A regény egyik fontos szála Utnapistim e tekintetben való kudarcának bemutatása, annak az útnak a vázolása, melynek során Utnapistim eljut a bárkaépítés gondolatáig, ráébredvén, hogy az emberiség valóban bűnös és menthetetlen, addigi civilizációjának pusztulása, ha nem is megérdemelt, ámde szükségszerű.
Mikor figyelmezteti városa, Erech Véneit és Beavatottjait – különösen a főpap-királyt, Azag Aját – a közelgő Égi Gyík veszélyére, azok nem hisznek neki; még akkor sem, mikor Simetán, az erechi csillagász felfedezi az új, vörös égitestet (melyet Nannarnak keresztelnek).
Hamarosan azonban mutatkoznak a rossz jelek: úszóhártya és pikkely nélkül a világra jött „szörnyszülött” csecsemők, vészjósló horoszkópok, csípő, maró szárazföldi és vízi férgek megszaporodása, a nők tisztulási idejének összezavarodása, az őrültek és betegek növekvő száma (maga a csillagász is hólyagbántalmakat kap, és végighaldokolja a regényt) – az új, második Napként keringő-világító és közeledő égitest ugyanis teljesen megzavarja a Föld és az ég addigi természetes rendjét. A Vének nagy zibut (áldozati ünnepi mészárlást) rendelnek el a bűnös emberiségre haragvó istenek megengesztelésére, Utnapistim tiltakozása ellenére (ő ezt a mészárlást minden addigi bűnnél nagyobbnak tartja). De ez nemhogy nem segít, hanem újabb csapás tör az emberiségre: a régóta érlelődő háború. Utnapistim megjósolja, hogy a háborút Erech elveszíti (ezt sem hiszik el neki), és úgy is lesz: Szurippak meghódítja a várost, Azag Aját kivégzik.
Az új király, Lugal (Utnapistim barátja, sőt távoli rokona) sokkal okosabb Azag Ajánál: komolyan veszi a fenyegetést, melyet az Égi Gyík (szurippaki nyelven Vörös Sárkány) jelent a földi életre; birodalmához csatolja Eridut is, a „hármas birodalom” vezetőjeként pedig racionálisnak látszó, valójában őrült és hiábavaló tervet vesz a fejébe: Világtornyot épít, egy erődöt Nannar várható pusztítása ellen, melynek mélyén az emberiség és annak tudása átvészelheti a nehéz időket. Az eredetileg eszközként szolgáló torony építése lassan-lassan válik kizárólagos céllá Lugal elméjében, és Utnapistim figyelmeztetése ellenére válik maga az emberbarát király is az emberiség megmentőjéből és reménységéből gyűlölt, milliókat nyomorban tartó, a lázadókat karóba húzó zsarnokká, aki – miután a katasztrófa előestéjén emberei fellázadnak – végül belátja Utnapistim igazságát, és beleit kiontva öngyilkos lesz. A befejezetlen tornyot pedig a Földre zuhanó Nannar „eltörli, mint egy köpést”, bár mélyén valóban megmarad az emberiség egy része, akik a katasztrófa után egy, az addiginál sokkal kevésbé fényes, szánalmas, de semmivel sem kevésbé bűnös életet kezdenek újra – ők a mai emberiség. Róluk is elmondható, ami a nőuralom és az „egyedül helyes, istennek tetsző” férfiuralom korának embereiről egyaránt:
„…Vége-hossza nem volt esztelen pörlekedéseiknek, torzsalkodásaiknak, gyűlölködéseiknek, háborúságuknak, s a lázadó férfiakon gyakorolt kegyetlen megtorlásaiknak. […] Szemérmetlenül loptak, hazudtak, csaltak, hamisítottak mérleget, gyilkolták egymást…”.
Utnapistim igazságait közvetlen barátai, ismerősei – Ur-Ba'u, a süket könyvtáros; Simetán, a beteg csillagász; Hétil, a szerelmi dalok költője, Namzi, a zsoltárköltő és templomi karvezető, és Gubbubu, az aztláni birodalomért rajongó politikus-követ – közül is csak Ur'bau és Namzi hajlandó igazán elfogadni. Közülük is csak a juhászbojtárrá vedlett Namzi éli túl a Nannar becsapódása miatti vízözönt a későbbi Tibet területén, családjával, az egyszerű Banda pásztor és családja társaságában.

### Gilgames története
Utnapistim mellett a regény másik kulcsalakja Utnapistim fogadott fia, Gilgames, a zöld szemű, úszóhártyátlan-pikkelytelen „szörnyszülött”; Ninszun istennő papnőjének, Risat-Ninlilnek fia. Az ő gyerekkora fontos és jelentős összetevője a regénynek. Gilgames a befelé fordulást, lemondást és a racionalitáson túllépni képes valódi értelmet képviselő Utnapistim és a társadalmi, természeti és természetfölötti (mágikus, mahhú) erőket eszméi szolgálatába állítani igyekvő Lugal alakja között áll. Képtelen elfogadni Utnapistim irracionális és passzív társadalomszemléletét, de egyre világosabban látja Lugal tetteinek hiábavalóságát is. Az ő feladata, hogy képviselje és hirdesse mindkét hozzáállás emberfeletti nagyságát a vízözön utáni kor embereinek, akik a második kötetben (Új ég, új Föld) majd ugyanúgy kinevetik vagy értetlenséggel veszik körül őt a dolgok mélyére és az események elé látó utnapistimi természete miatt, és ugyanúgy fellázadnak ellene építkező, szilárd elveket megvalósítani kívánó lugali természete miatt, mint a vízözön előtti emberiség.

### A Bárka építése
Utnapistim belátva prófétai tevékenységének teljes kudarcát, az istenek sugallatára bárka építésébe kezd, melyen felesége, Szabitum és fiai (Enugduanna, Meszkemgaser, Meszanipadda, Ga'Ur, Si-lú-dárat és Gilgames – majdnem mindegyik fiú király lesz később) és azok feleségei; lánya (Lugal-anna-mundu), őseinek, a megistenült Lugalbandának és Ninszunnak papnője, Risat-Ninlil és sok élőállat az elpusztíthatatlan kedvű Szur-Szunabu kormányos vezetésével tűzön-vízen, pusztuláson át áthajóznak a mai korba, hogy Gilgames később Uruk város uralkodója (pateszije) lehessen, és megőrizzen néhány apró szilánkot a régi korok emlékéből.